# آدم ناغيتيس
آدم ناغيتيس هو ممثل بريطاني ولد في 7 يونيو 1985.

## روابط خارجية
- آدم ناغيتيس على موقع IMDb (الإنجليزية)
- آدم ناغيتيس على موقع قاعدة بيانات الفيلم (الإنجليزية)